# Premis Ondas 2016
Els Premis Ondas 2016 van ser la seixanta-tresena edició dels Premis Ondas, es van donar a conèixer el 20 d'octubre de 2016. Es van presentar més de 350 candidatures de més de 20 països de tot el món.
La Gala de lliurament dels premis es va celebrar en el Gran Teatre del Liceu de Barcelona el 9 de novembre de 2016. Els mestres de cerimònia van ser Uri Sàbat i Raquel Sánchez Silva. En la gala va haver-hi les actuacions de Miguel Bosé, Dani Martín, Manuel Carrasco i Pablo López juntament amb l'humor de Llum Barrera i El Mundo Today.

## Premis nacionals de Televisió
- Millor programa d'entreteniment: La voz (Telecinco)
- Millor programa d'actualitat o cobertura especial: Tabú (#0)
- Millor presentador: Vicente Vallés
- Millor presentadora: Mònica López
- Millor sèrie espanyola: El Ministerio del Tiempo (TVE)
- Millor intèrpret de ficció masculí nacional: Pedro Casablanc
- Millor intèrpret de ficció femení nacional: Cecilia Freire
- Millor programa emès per emissores o cadenes no nacionals: El foraster (TV3)
- Millor websèrie de ficció o programa d'emissió online: Les coses grans.

## Premis Internacionals de Televisió
- Premi al Millor Programa, Empresa o Professional de Televisió Mitten in Deutschland: NSU, Das Erste.
- Menció Especial del Jurat Familie Braun. ZDF.
- Menció Especial del Jurat Temps prèsent, RTS 1. Suïssa

## Premis Nacionals de Ràdio

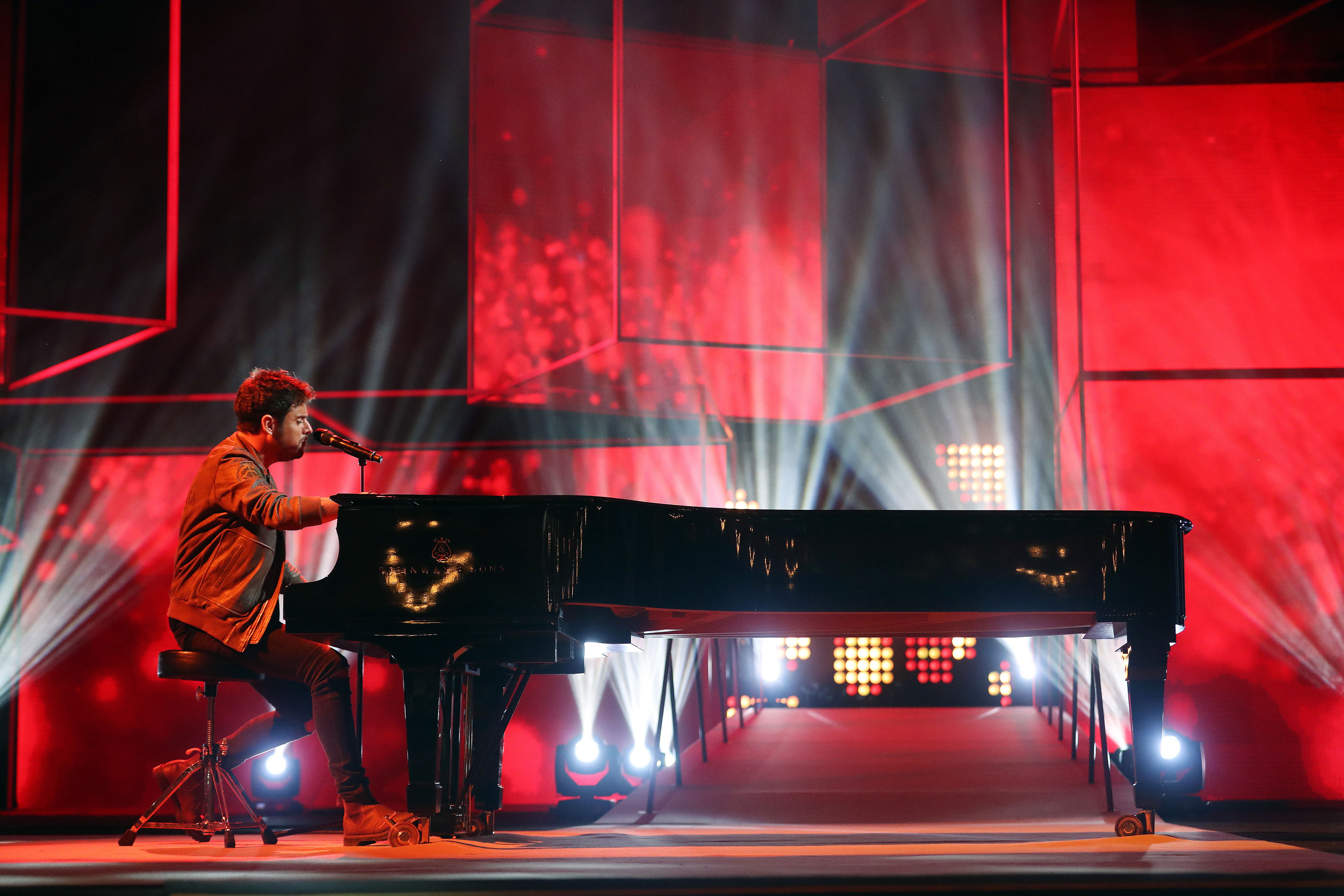
Pablo López cantant en directe "Tu Enemigo" en la Gala d'entrega dels Premis Ondas 2016

- Millor presentador o programa de ràdio:
  - Martín Llade, en els 50 anys de Radio Clásica
  - Tony Aguilar, en els 50 anys de Los 40 Principales
- Premi a la trajectòria: Juan Carlos Ortega
- Premi al millor tractament informatiu: Las Concostorias Cervantinas de Nieves Concostrina (RNE)
- Premi al millor programa, ràdio o plataforma radiofònica d'emissió online: Podium Podcast (Prisa Radio)
- Menció especial del Jurat: La Opinión (Radio Pontevedra)
- Menció especial del Jurat: Cap nen sense joguina. (Radio Barcelona)
- Millor campanya de ràdio: No tenemos sueños baratos (Organisme Nacional de Loteries i Apostes de l'Estat, Publicis)
- Millor agència de ràdio: McCann España
- Menció Especial del Jurat: Fundación Ana Bella, Red de Mujeres Supervivientes, per la seva campanya Un minuto de ruido.

## Premis Internacionals de Ràdio
- Premi al Millor Programa, Empresa o Professional de Ràdio: Död I slutet Rum. Sveriges Radio.
- Menció Especial del Jurat: Beaux, jeunes monstres. Collectiv Wow!, d'Atelier de Création Sonore Radiophonique. Bélgica

## Premis de Música
- Premi a la trajectòria: Miguel Bosé
- Premi a l'artista de l'any: Dani Martín
- Millor espectacle musical o concert: Manuel Carrasco, pel seu concert a l'Estadi Olímpic de Sevilla.
- Menció especial del jurat: Juanes.
- Menció especial del jurat: David Bowie i Prince.